# Willibald Königer
Willibald Königer ( 1934 - ) es un botánico alemán , en conjunto con su esposa Helga son extraordinarios aficionados a las orquídeas.

## Algunas publicaciones

### Libros
- willibald Königer, berthold Würstle. 1980. Die Orchidee[1]
- ----. 1989. Liste aller Masdevallianamen = List of all names of Masdevallias
- ----. 2004. Oncidium. Eine Monographie. Tomo I. Múnich, ed. Helga Königer. 256 pp. En alemán y en inglés[2]
- ----. 2007. Oncidium A Monograph Vol. 3. 256 pp. 160 ilus.

- La abreviatura «Königer» se emplea para indicar a Willibald Königer como autoridad en la descripción y clasificación científica de los vegetales.[3]